# Heinz-Dieter Smeets
Heinz-Dieter Smeets (* 1952 in Moers) ist ein deutscher Wirtschaftswissenschaftler und Lehrstuhlinhaber für Volkswirtschaftslehre, insbesondere Internationale Wirtschaftsbeziehungen an der Heinrich-Heine-Universität Düsseldorf.

## Leben
Heinz-Dieter Smeets studierte von 1972 bis 1976 an der Universität Duisburg Wirtschaftswissenschaft mit dem Schwerpunkt Wirtschaftspolitik. 1981 promovierte er an der Universität Bayreuth mit dem Thema Der monetäre Ansatz der Zahlungsbilanztheorie zum Dr. rer. pol. Seine Habilitation zum Thema Importschutz und GATT erfolgte sechs Jahre später an derselben Hochschule. Im Oktober 1991 kam er der Berufung zum Professor für Volkswirtschaftslehre an der Heinrich-Heine Universität nach, wo der er bis heute lehrt und forscht. 1992 wurde er zum Leiter der "Forschungsstelle für Europäische Wirtschaftsbeziehungen" in der Wirtschaftswissenschaftlichen Fakultät. Im Jahre 2006 wurde er schließlich Inhaber des Lehrstuhls für Volkswirtschaftslehre.
Er ist Mitglied im Verein für Socialpolitik, der Europäischen Ökonomischen Vereinigung und im Arbeitskreis Europäische Integration (Bonn).
Smeets war Mitunterzeichner des eurokritischen Manifests Die währungspolitischen Beschlüsse von Maastricht: Eine Gefahr für Europa (1992).

## Forschungsschwerpunkte
- Internationale Wirtschaftsbeziehungen unter besonderer Berücksichtigung der europäischen Integration
- Geldtheorie- und politik
- Empirische Wirtschaftsforschung (Ökonometrie)

## Schriften
- Der monetäre Ansatz der Zahlungsbilanztheorie.  Haupt Verlag, Bern 1982 (Dissertation)
- Importschutz und GATT.  Peter Lang AG, Frankfurt 1987 (Habilitationsschrift)
- Die Bundesrepublik Deutschland als internationale "Konjunkturlokomotive".  Verlag Weltarchiv, Hamburg 1988
- Zum Stand der Staatsschuldenkrise in Europa.  Düsseldorf Institute for Competition Economics (DICE), Düsseldorf 2012